# Gymnopleurus sindensis
Gymnopleurus sindensis là một loài bọ cánh cứng trong họ Bọ hung (Scarabaeidae).